# Euproctis niphonis
Euproctis niphonis är en fjärilsart som beskrevs av Butler 1881. Euproctis niphonis ingår i släktet Euproctis och familjen tofsspinnare. Inga underarter finns listade i Catalogue of Life.